# Miradoux
Miradoux település Franciaországban, Gers megyében. Lakosainak száma 532 fő (2022. január 1.). Miradoux Gramont, Lachapelle, Marsac, Poupas, Sistels, Castet-Arrouy, Flamarens, Gimbrède, Peyrecave, Plieux és Sainte-Mère községekkel határos.

## Népesség
A település népességének változása:
| Lakosok száma | 728  | 647  | 594  | 515  | 530  | 508  | 501  | 525  | 537  | 532  |
|               | 1968 | 1982 | 1990 | 2006 | 2013 | 2015 | 2017 | 2019 | 2020 | 2022 |